# Истомин, Василий Николаевич
Василий Николаевич Истомин (24 декабря 1899 [5 января 1900] — 1960) — советский военачальник, генерал-майор (8 апреля 1944).

## Биография
Родился 24 декабря 1899 [5 января 1900] в деревне Глядково Порецкой волости Можайского уезда Московской губернии у незамужней крестьянки Анастасии Ивановой. Крещён 26 декабря 1899 [7 января 1900] в селе Поречье, крёстным отцом был почётный гражданин Николай Иванов Истомин (от него получил отчество и фамилию ввиду отсутствия законного отца), а крёстной матерью дворянка Евгения Павлова Клятина. 
Участник Гражданской войны в России и Великой Отечественной войны. Перед войной командовал 9-й стрелковой дивизией НКВД. В период  с 22.06.1941 по 11.02.1942 В. Н. Истомин в звании полковника был командиром 3-й дивизии войск НКВД по охране железнодорожных сооружений. Затем был командиром 24-й стрелковой (с 1942 по  25.10.1944) и 60-й стрелковой (сформирована 21.12.1944, расформирована 01.10.1945) дивизиями войск НКВД. 
После войны служил на Дальнем Востоке — исполнял обязанности начальника штаба МВД пограничных войск Приморского округа.
Умер в 1960 году в Москве, похоронен на Ваганьковском кладбище.

## Награды
- орден Ленина (21.02.1945[3])
- три ордена Красного Знамени (10.11.1941[4], 03.11.1944 [3], 1949 [3])
- орден Отечественной войны I степени (24.08.1949 [5])
- Медали в том числе:
  - «XX лет Рабоче-Крестьянской Красной Армии» (1938)
  - «За оборону Москвы» (1944)
  - «За Победу над Германией в Великой Отечественной войне 1941—1945 гг.» (1945)